# Фердинанд Карл фон Льовенщайн-Вертхайм-Рошфор
Фердинанд Карл фон Льовенщайн-Вертхайм-Рошфор (на немски: Ferdinand Karl von Löwenstein-Wertheim-Rochefort; * 1616, Рошфор, Белгия; † 1672, Вертхайм) от странична линия на Вителсбахите, е граф на Льовенщайн-Вертхайм-Рошфор (1644 – 1672). Той е императорски кемерер, имперски дворцов съветник, през 1651 г. въвежда във Вертхайм отново католическата църковна служба.
От 1813 г. линията Льовенщайн-Вертхайм-Рошфор се нарича Льовенщайн-Вертхайм-Розенберг (Löwenstein-Wertheim-Rosenberg).

## Произход
Той е син на граф Йохан Дитрих фон Льовенщайн-Вертхайм-Рошфор (1585 – 1644) и първата му съпруга Йосина де ла Марк, графиня на Рошфор (1583 – 1626), дъщеря на Филип господар фон Лумен-Зерайнг (1548 – 1613) и Катарина фон Мандершайд († 1594).

## Фамилия
Фердинанд Карл се жени на 6 март 1651 г. в Кьолн за графиня и ландграфиня Анна Мария фон Фюрстенберг-Хайлигенберг (* 12 септември 1634, Констанц; † 1 януари 1705, Прага), дъщеря на граф Ернст Егон VIII фон Фюрстенберг-Хайлигенберг (1588 – 1655) и графиня Анна Мария фон Хоенцолерн-Хехинген (1603 – 1652). Те имат 14 деца:
- Максимилиан Карл Алберт (1656 – 1718), става 1711 г. 1. княз на Льовенщайн-Вертхайм-Рошфор, женен на 26 август 1678 г. в Инсбрук за графиня Поликсена Мария фон Куен-Лихтенберг-Беласи (1658 – 1712)
- Филип Еберхард (1657 – 1720), абат на Горце
- Франц Леополд (1661 – 1682, Унгария)
- Фердинанд Херман (1663 – 1684)
- Йохан Ернст (1667 – 1731), епископ на Доорник
- Вилхелм (1669 – 1695), женен 1692 г. за графиня Катарина фон Валдщайн-Вартенберг (1672 – 1733)
- Мария Анна Франциска (1652 – 1688), омъжена 1669 г. във Вертхайм за ландграф Вилхелм фон Хесен-Ротенбург († 1725)
- Елеонора (1653 – 1706), абатиса на Торн
- Ернестина Барбара (1654 – 1698), омъжена I. на 24 юни 1671 г. за алтграф Ерих Адолф фон Залм-Райфершайт (1619 – 1678), II. 1678 г. за граф Янош Кáроли Серéнии де Кисерéни († 1691)
- Амалия Теодора Терезия (1659 – 1701), омъжена 1682 г. във Франкфурт на Майн за граф Франц Андреас Орсини фон Розенберг († 1698)
- Магдалена Елизабет (1662 – 1733), омъжена 1688 г. в Биндерен за княз Валрад фон Насау-Саарбрюкен-Узинген) († 1702)
- София Мария Вилхелмина (1664 – 1736), омъжена 1686 г. във Версай за Филипе де Курцилон, маркиз де Данго († 1720)
- Христина Тереза (1665 – 1730), омъжена I. 1687 г. във Вертхайм за херцог Албрехт фон Саксония-Вайсенфелс († 1692), II. на 8 май 1695 г. в Бохемия за принц Филип Еразмус фон Лихтенщайн (1664 – 1704)
- София Вилхелмина Анна (1671 – 1732), монахиня в Торн